# Gare de Berrechid
La gare de Berrechid (arabe: محطة برشيد) est une gare ferroviaire située à Berrechid commune de la région de Casablanca-Settat au Maroc. 

## Histoire

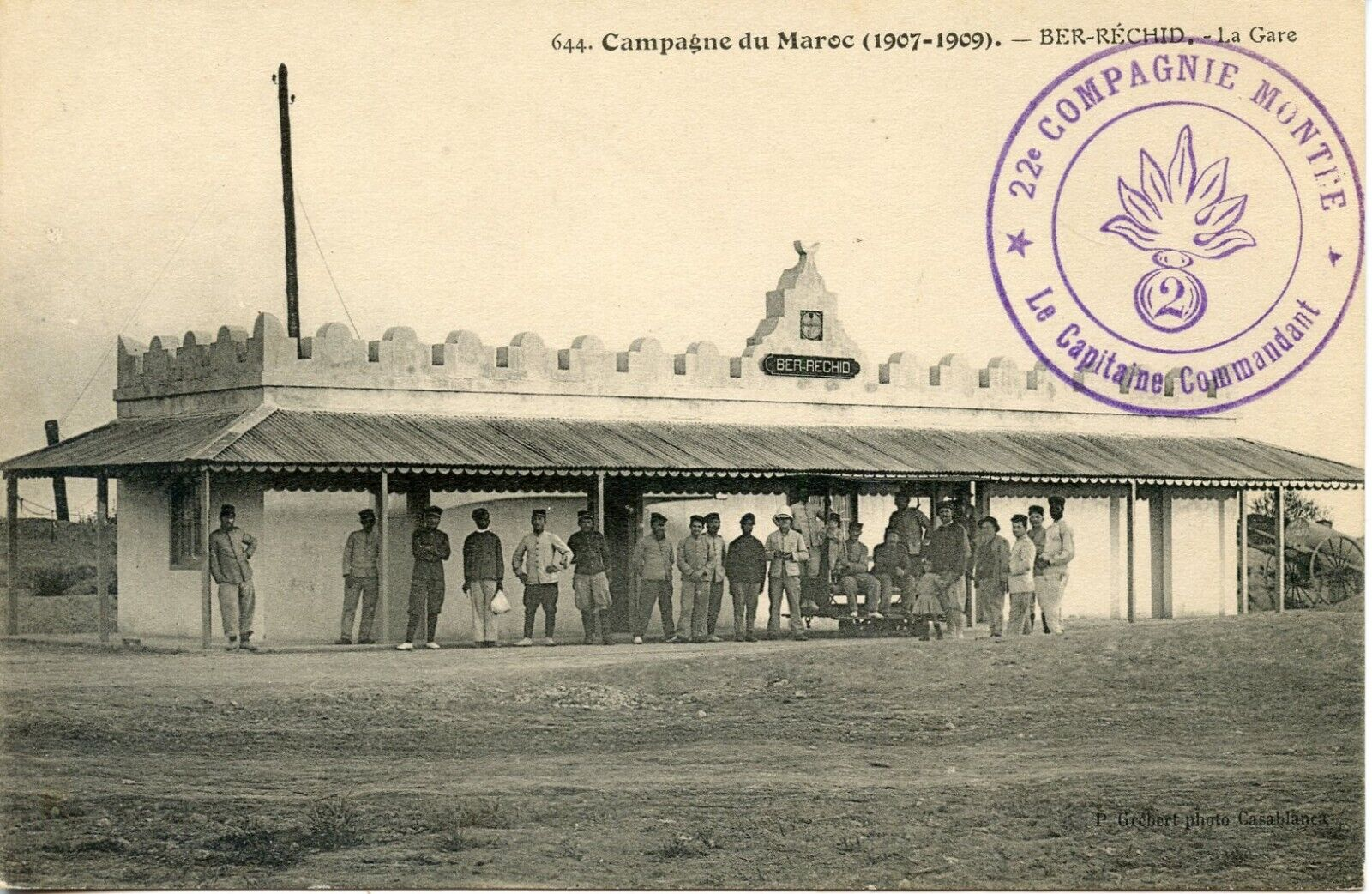
La gare, vers 1909.

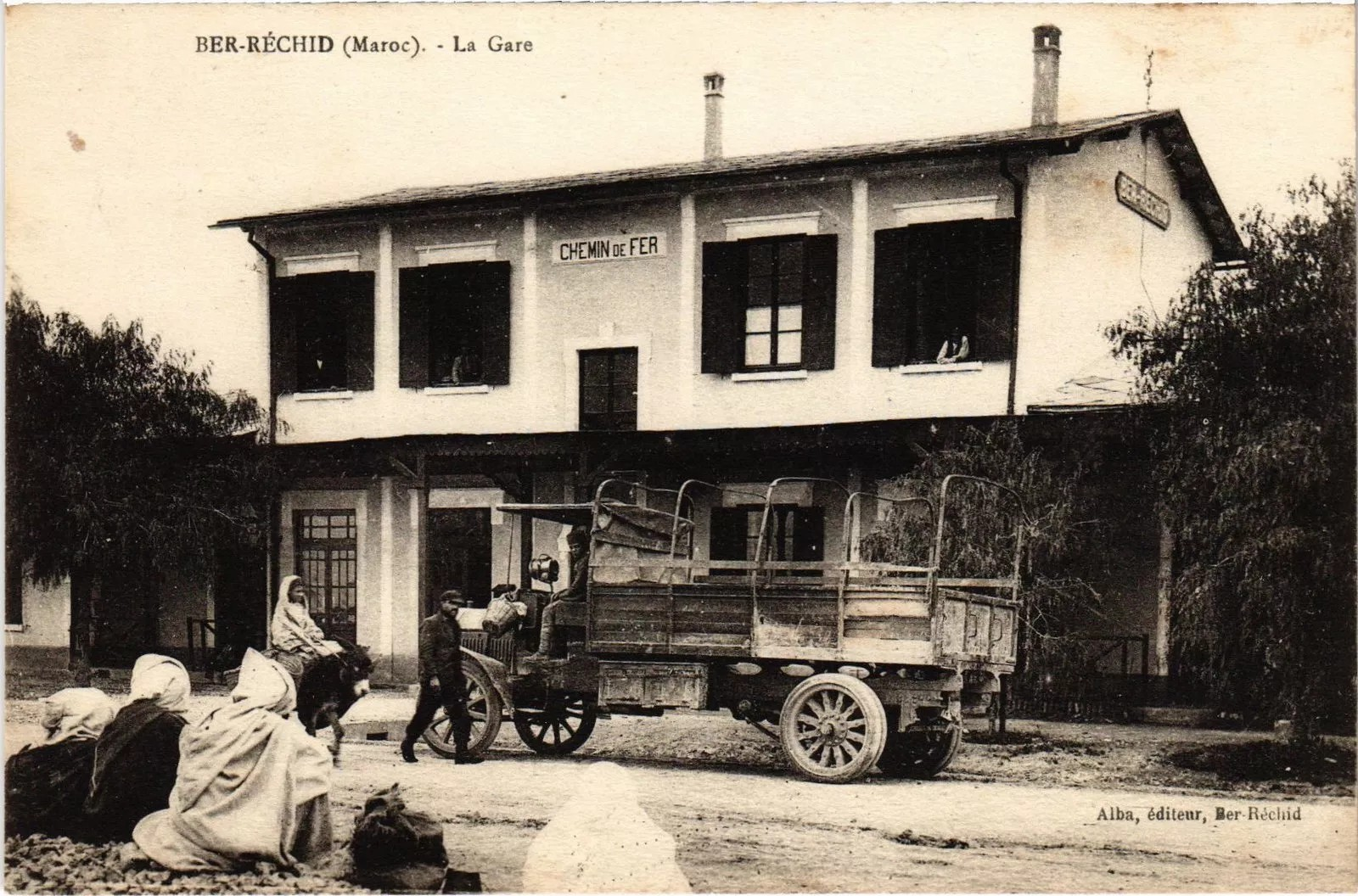
La gare, vers 1927.

La gare de Berrechid, inaugurée en 1908, est une étape majeure de l’histoire ferroviaire marocaine. Elle faisait partie de l’une des premières lignes reliant Casablanca à Berrechid, où les trains, surnommés « Babor Lebghel », étaient tractés par des mules pour les marchandises et des chevaux pour les passagers. Ce trajet de 40 km nécessitait alors 5 heures pour les voyageurs et 12 heures pour les marchandises.
Dès les années 1920, la ligne, initialement conçue pour des besoins militaires et économiques, a été modernisée pour répondre aux exigences croissantes de transport. En 1963, avec la création de l'ONCF, la gestion des lignes, auparavant assurée par des concessionnaires privés, fut centralisée, marquant une ère de modernisation accrue.

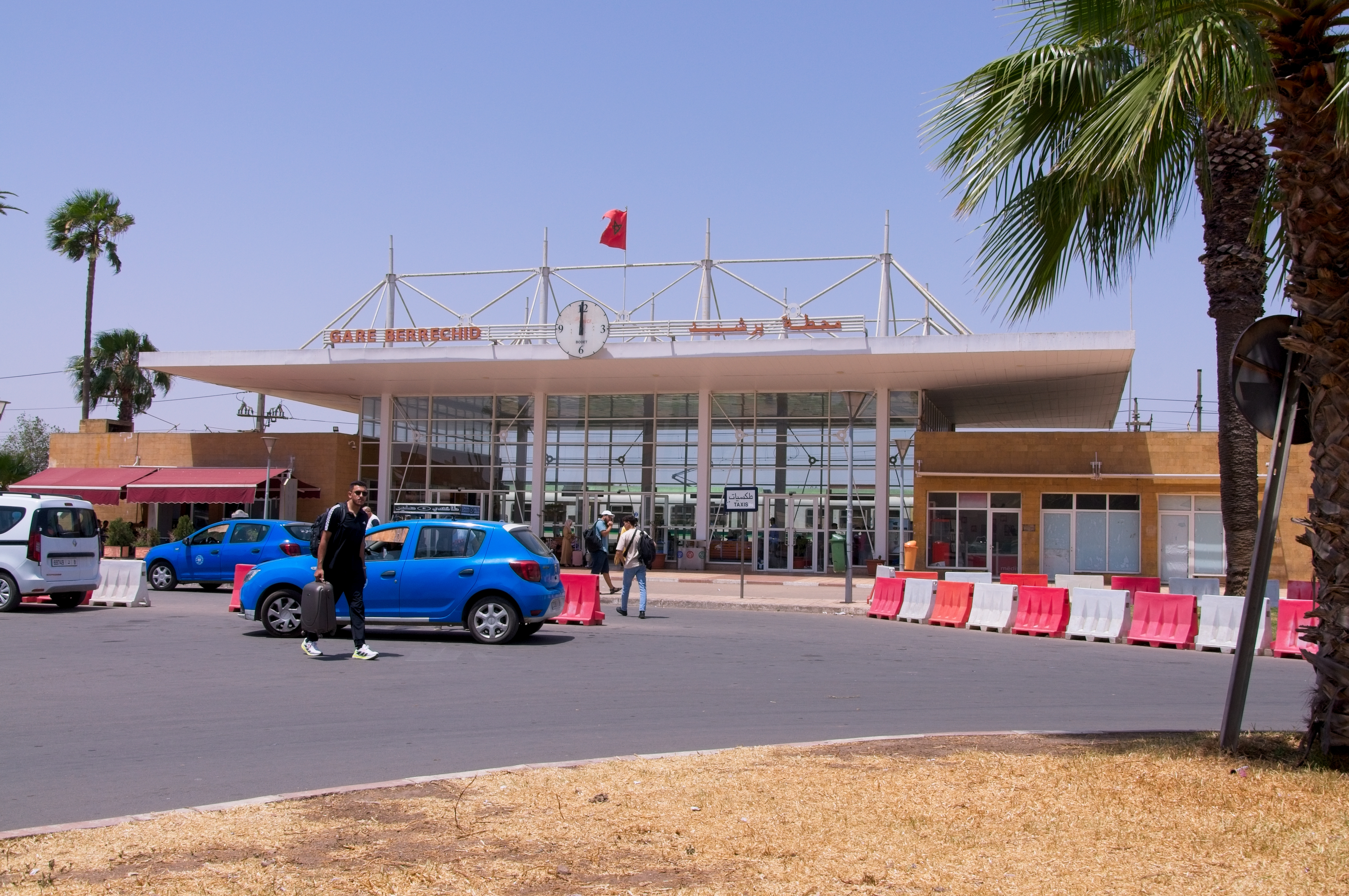
La façade de la gare de Berrechid le 8 juin 2025

La gare de Berrechid jouera aussi un rôle clé dans l'extension de la ligne à grande vitesse (LGV) marocaine entre Kénitra et Marrakech, projet accéléré pour la Coupe du monde 2030. Raccordée via le hub de Nouaceur, elle bénéficiera d'une infrastructure dédiée aux rames à haute performance. L'ONCF prévoit une base de travaux à proximité, dans le cadre de préparatifs démarrés en 2023. La mise en service de la LGV est prévue pour fin 2029.